# ひろしまニュース845
『ひろしまニュース845』（ひろしまニュースはちよんご）は、NHK広島放送局で放送されている『NHKニュース』のローカルニュース番組。「ひろしま845」であった時期もある。
2023年4月3日より、番組名を『お好み845』（おこのみはちよんご）に改題した。以下は『お好み845』についても記述する。

## 概要
1990年代初期まではオープニングなしで番組が始まっていたが、現在ではオープニングから始まっている。オープニングのデザインとテーマ曲は現在は独自のものであるが、以前は『首都圏ニュース845』の流用だったこともあった。2009年度よりオープニングも番組名表記が『広島ニュース845』となっていたが、2019年から『ひろしまニュース845』に戻り、2023年から『お好み845』に改題した。
祝日の中国地方版の場合はオープニングはなく、「NHKニュース」のテロップが右下に出るか、アナウンサー名のみで始まるかどちらかだった。ちなみに2009年4月29日（昭和の日）以降、地上デジタル放送の電子番組表（EPG）では「ニュース中国845」か「中国地方のニュース・気象情報」のいずれか（後者は主に曜日により20:55開始とが混在する場合）となっているが、実際に番組名が表示されたのは、2021年春の大型連休時が初めてだった（画面右下に『ニュースちゅうごく845』のタイトルを、『ニュースちゅうごく645』と同様のロゴデザインで表示）。

## 放送時間
- 平日　20:45 - 21:00（JST）

※祝日・年末年始は休止し、20:55 - 21:00に「ニュース・気象情報（中国地方）」を5分間放送する（12月31日を除く）。
※ただし例外的に、平日であった2019年8月13日 - 16日、2020年4月30日、5月1日・7日・8日、8月11日 - 14日、12月28日、2021年4月30日・5月6日・7日、8月10日 - 13日、12月27日・28日、2022年5月2日・6日、8月15日 - 19日、12月26日 - 28日、2023年5月1日・2日、8月7日 - 10日・14日 - 18日、12月28日、2024年1月4日・5日、4月30日 - 5月2日は20:45 - 21:00に、中国地方向けに「ニュース・気象情報」を放送した（ただ2023年12月28日はNHK山口放送局を除く）。

## キャスター
- 原則として、NHK広島放送局のアナウンサーが交替で担当する[1]。一部例外を除き、翌日のラジオ第1の中国地方向けの『おはよう中国』も担当し、深夜から早朝の緊急時報道に対応する。
  - 災害時の増員や、広島局所属スポーツアナウンサーの大規模スポーツイベントへの派遣時、その他夜勤シフトの都合などにより、まれに他局（NHK本部東京アナウンス室・NHK大阪放送局・NHK岡山放送局・NHK山口放送局・NHK鳥取放送局・NHK松江放送局など）やNHKグローバルメディアサービス出向者から応援のアナウンサー（佐々生佳典・河畑達子・深川仁志・八田知大・安藤結衣・豊島実季・佐藤洋之・志賀隼哉・村上真吾など、過去の広島局勤務経験者を含む）が担当することがある。

## 気象予報士
- 大隅智子（2023年4月3日 - ）
  - 2023年5月1日・2日、2024年4月29日 - 5月1日の中国地方のニュースにも出演（勝丸恭子が休暇となった2024年4月30日は、『NHKニュースおはようちゅうごく』・12時前の中国地方の気象情報・『ニュースちゅうごく645』も担当し、長時間勤務となった）。
- また休暇時は担当アナウンサーが伝えることがある一方、2025年より午前の番組を担当している坂上未樹（元日本気象協会）が、大隅の代役で出演した実績がない。

過去の担当者
- 勝丸恭子（ - 2021年3月26日）
- 岡田良昭（2021年3月29日 - 2023年3月31日）

## 歴代オープニング
- 2004年度? - 2008年度

お天気カメラをバックに広島県本土の形状が現れ、広島中心部（広島局所在地）を拠点に周辺の主要都市部へ白い線が繋がれる様に伸びていき、右から「ひろしまニュース845」と文字が現れる。
拠点・主要都市部はそれぞれローマ字表記となっていた（例：広島⇒「Hiroshima」、廿日市⇒「Hatsukaichi」、三次⇒「Miyoshi」等）。
- 2009年度 - 2012年度

気象予報士による気象情報の新設など小規模なリニューアルが行われた際に、5年以上使用されてきたオープニングも同時に変更された。
CGは赤色が主体のものに変わり、番組名表記が「ひろしまニュース845」から『広島ニュース845』となり、「ひろしま」の部分が漢字表記へ変更されている。なお、「ニュース」の書体は現在のNHKニュースの書体と同一である。
- 2013年度 - 2022年度

CG自体は引き続き赤色主体のもので、お天気カメラをバックに赤い複数のキューブ体を表現したものに変更。
音楽もこれまでと違い、ややリズミカルな音楽になっている。
また、CG上の番組表記にはさらにローマ字で『HIROSHIMA NEWS』が追加されている。
- 2023年度 - 2024年度

番組名が「お好み845」に変更されたことにより、『お好みワイドひろしま』と同様の番組タイトルがワイプするものになった（タイトルロゴは『OKONOMI お好みワイド』と表示）。
- 2025年度 -

『首都圏ニュース845』などで使用されている、汎用オープニングをベースとしたものに変更（お好みサタデー〈サンデー・ホリデー〉も同じ）。
『NHK NEWS 広島』の横に『お好み845』の文字が入る。
映像は、お天気カメラが復活している。
テーマ音楽は、2025年度からの『お好みワイドひろしま』と同じ「WATERWAY」を短縮して使用（お好みサタデー〈サンデー・ホリデー〉も同じ）。